# First German Reformed Church
La primera Iglesia Reformada alemana es una iglesia histórica construida en 1891 en 413 Avenida de Wisconsin en Waukesha, Wisconsin, Estados Unidos.  Está añadida al Registro Nacional de Sitios Históricos en 1991. Tristemente, 1891 el edificio se quema completamente en 2005.

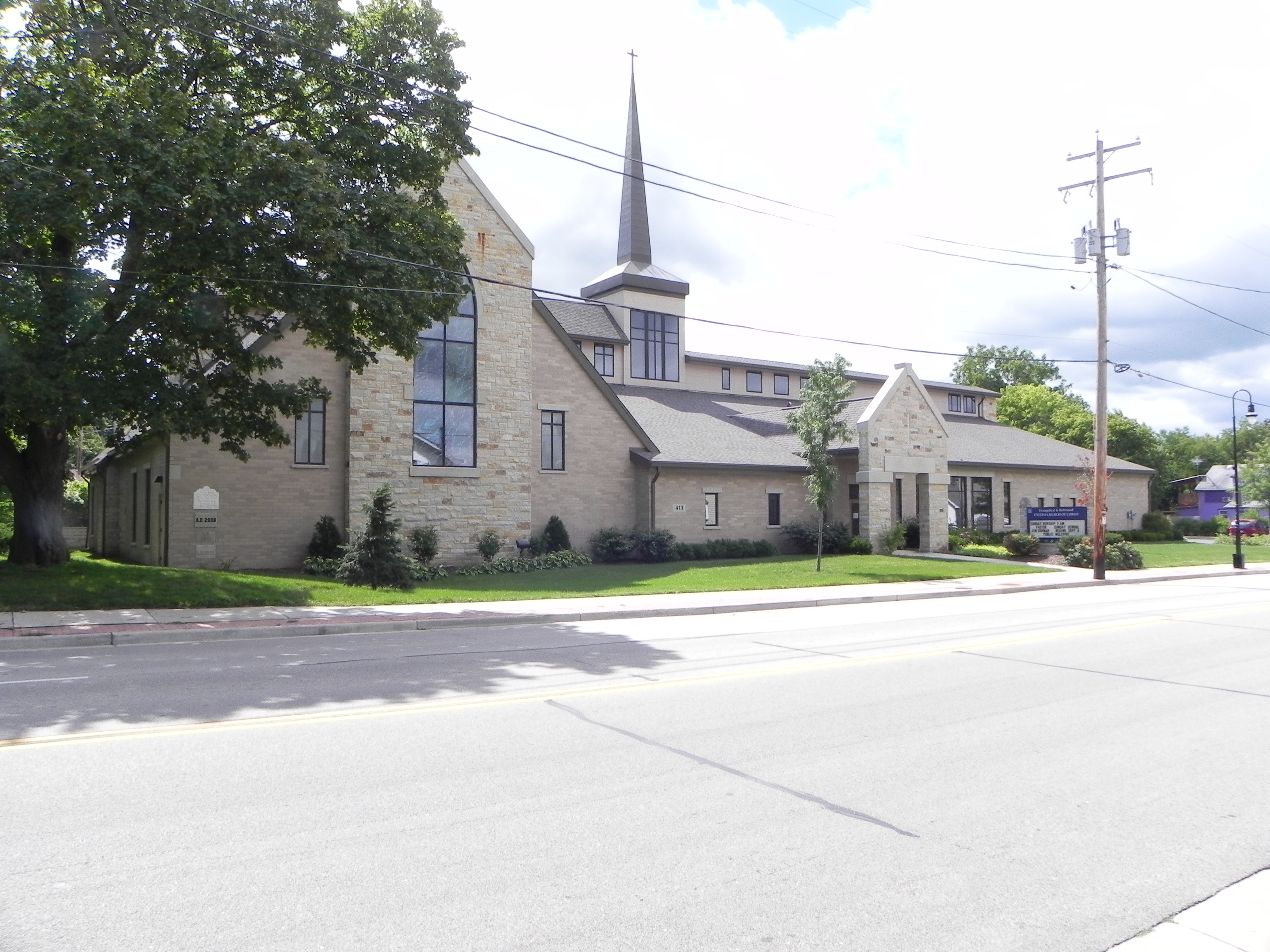
Complejo de iglesia nueva construido después del 2005 fuego

La primera congregación alemana empezó en 1866, cuándo Prof. H. Kurtz, un misionero de Alemania, organizó el Erste Deutsche Reformite Kirche (Primera Iglesia Reformada alemana) entre los inmigrantes que hablan alemán en Waukesha. Por 1880 la congregación había crecido a 190 comulgantes y era adorada en una estructura de piedra grande construida en 1840 para albergar el Prairieville Academia, el cual se había movido encima para convertirse en la Universidad de Carrol. Por 1890 el primer alemán le quedó pequeño su edificio, así que  decidieron desgarrarlo abajo y construir una iglesia nueva en el mismo sitio.
El piso-plano del 1891 edificio era un 39 por 71 pie rectangular. Las paredes eran de marco de madera en ladrillo de crema, en base de  levantada de roca con Waukesha bloques de caliza. Las paredes se rompieron por ronda alta-arqueó ventanas, y separados a bahías por pilastras en el ladrillo. En el centro del fin del norte estuvo una torre rectangular grande, con la entrada principal de la iglesia originalmente en su fondo.  La primera etapa de la torre estaba construida con ladrillo, la segunda etapa con  madera  linterna, y la tercera etapa con un ornado campanario , coronado con una cruz. El estilo era Alto victoriano ecléctico , con la simetría y las líneas verticales dibujadas en  estilo de Resurgimiento gótico, la base rústica y los arcos de ronda de Romanesque estilo de Resurgimiento, y las pilastras quizás de Resurgimiento griego. El arquitecto es desconocido. Este 1891 edificio costó  $8000.
En el interior, dos filas de bancos en frente del altar en el fin del sur. Las paredes estaban escayoladas, de madera wainscoting en la base. En el espacio dentro de la nave aumentaron las vigas de cuello,  apoyadas  en un techo plano.
Los servicios estuvieron conducidos enteramente por alemanes hasta la  WWI, cuándo desplazaron a alemanes e ingleses. Gradualmente, el uso de la lengua alemana disminuyó.
En 1924-25, un anexo (capilla)fue añadido al este de la nave para manejar la afiliación que había crecido en 716. H.C. Haeuser De Milwaukee lo diseñó para emparejar el  edificio 1891 , con un poco de estilo de Resurgimiento del añadido Tudor  - aun así otro estilo. Al mismo tiempo, Haeuser dirigió renovaciones dentro de la nave vieja.
Primer alemán añadió un Wangerin-Weickhardt órgano de tubo en el temprano @1900s. En el tardío @1940s la congregación compró una casa en la esquina de Wisconsin y #Arce para un nuevos parsonage, y el viejos parsonage estuvo convertido a una casa parroquial, y el garaje viejo a una juventud cottage. Por la @1950s afiliación pasó 1000, y en 1956 un moderno educativo edificio de ladrillo y un  vestíbulo en  la entrada reemplazó a la vieja parroquia.
En 1934, la denominación del primer alemán se fusionó con otras denominaciones similares a la iglesia Evangélica y Reformada, y la Primera Iglesia Reformada alemana cambió su nombre por Primer Evangelical e Iglesia Reformada de Waukesha. En 1956 la denominación de padre se fusionó con otros para devenir la Iglesia Unida de Cristo, y la congregación Waukesha cambió otra vez su nombre , a Evangelical e Iglesia Reformada de Cristo.
En diciembre de 2005 un fuego destruyó el viejo 1891 edificio. Poco quedó, así que la congregación construyó una iglesia nueva en el mismo sitio.